# Indijk (Harmelen)
Indijk is een voormalige Nederlandse gemeente, die thans op het grondgebied van Woerden ligt. De dorpsbebouwing van Harmelen staat voor een deel op vroeger Indijks grondgebied.

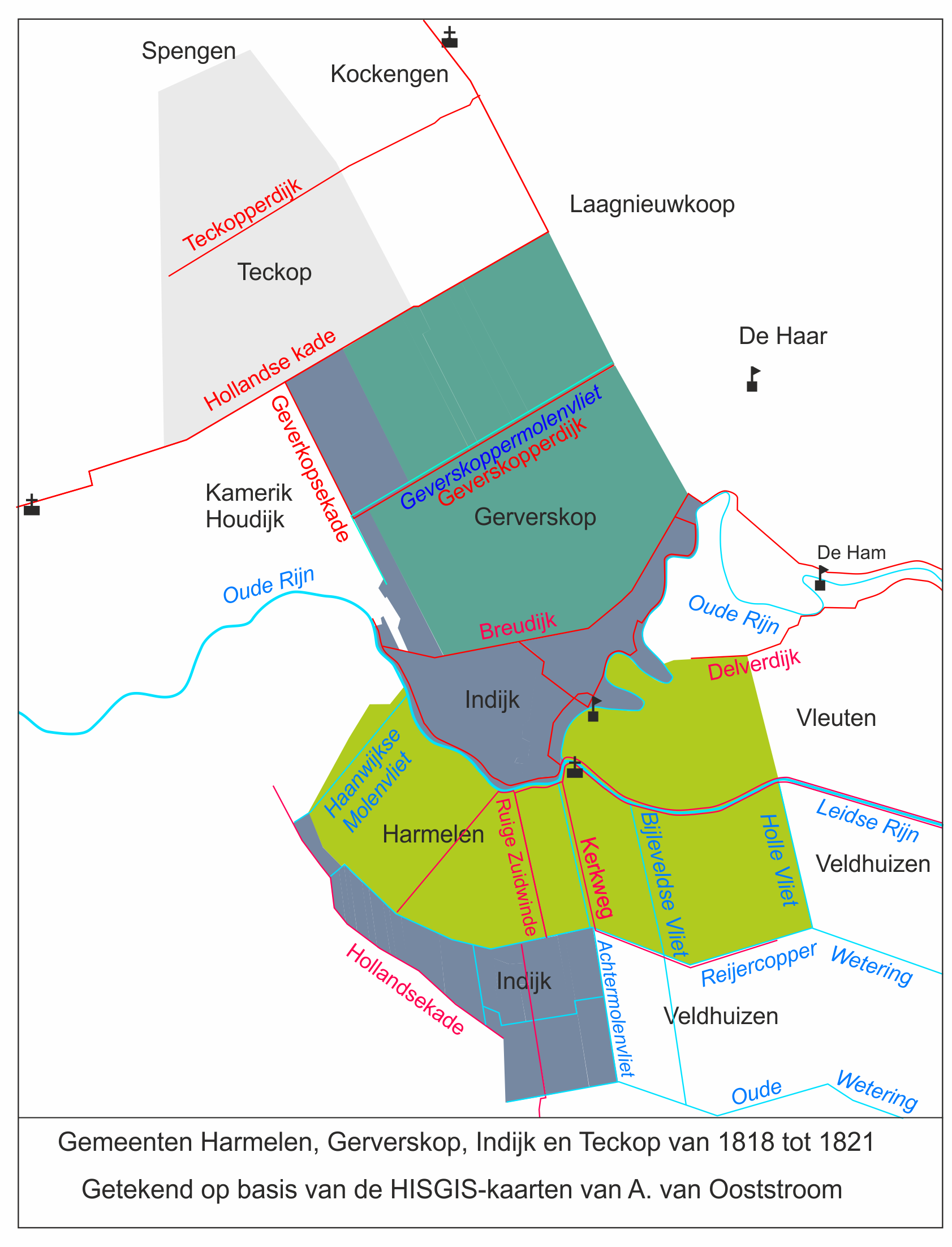

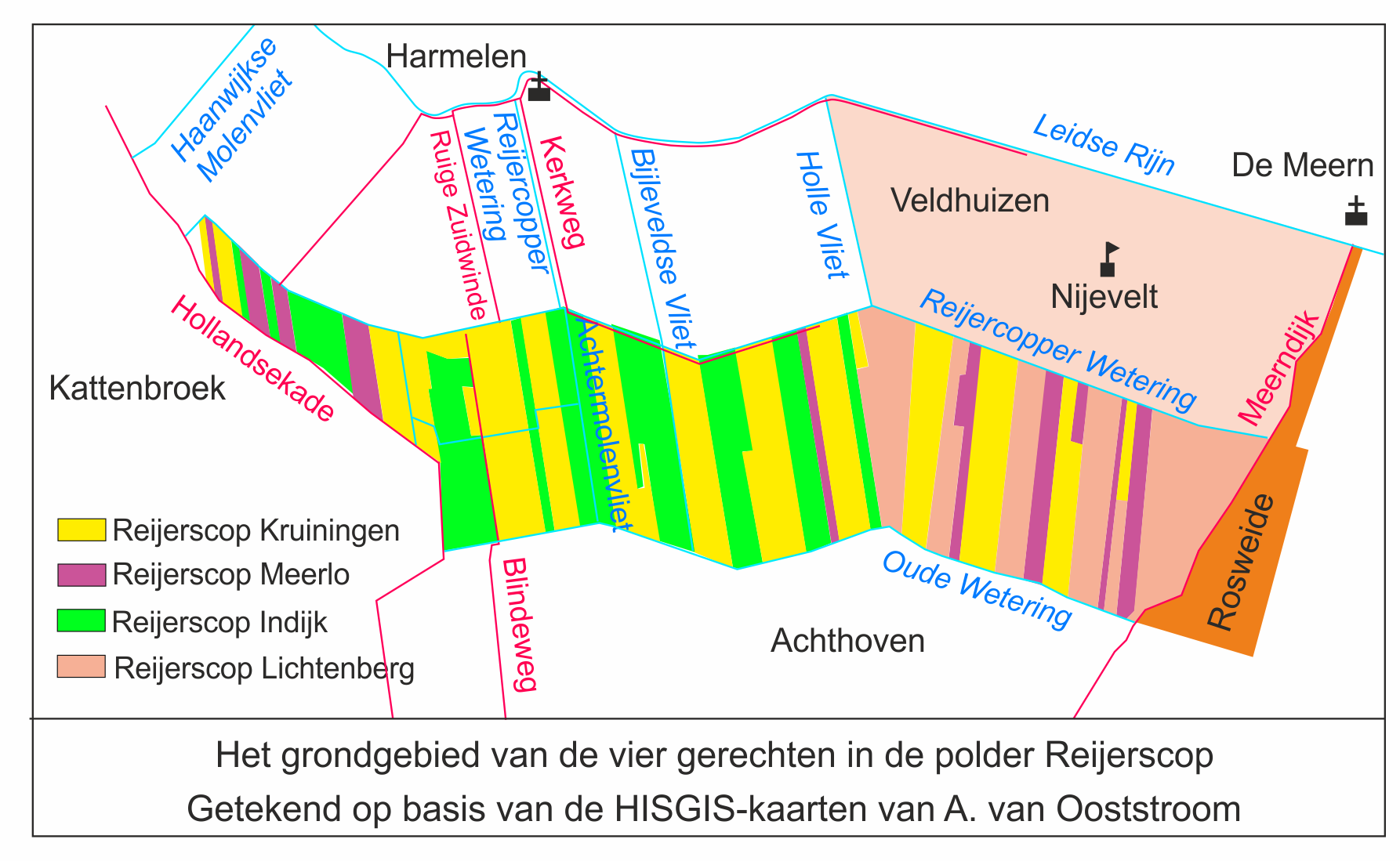

In het verleden was Indijk een zelfstandig ambacht, dat lag in een uitloper van het gewest Holland, net als Teckop, terwijl Harmelen, Gerverscop en Kamerik daaromheen Utrechts waren. Het grondgebied bestond 
het gebied lag verdeeld over een aantal polders:
- Oudeland
- deel van de polder Gerverscop
- deel van de polder Breudijk
- deel van de polder Reijerscop

De polder Reijerscop was verdeeld over vier gerechten, die alle vier niet uit een aaneengesloten gebied bestonden, maar uit afzonderlijke percelen. Een aantal van die percelen vormden het gerecht Reijerscop in het Land van Woerden. De andere drie gerechten lagen in het gewest Utrecht. Toen dit Hollandse Gerecht verbonden raakte met Indijk, werd het Reijerscop Indijk genoemd. In de Franse tijd werd de grens voor het eerst gerationaliseerd, wat meerdere keren werd teruggedraaid. Per 1 januari 1812 werd Indijk bij de gemeente Harmelen gevoegd. Per 19-9-1814 werden de Franse departementen opgeheven en de oude provincies hersteld. Het resultaat was dat de gemeente Harmelen nu in twee provincies lag 
namelijk de voormalige gerechten Indijk en Teckop. Op 1 april 1817 werd indijk weer losgemaakt van Harmelen en werd het een zelfstandige gemeente binnen Holland. De chaotische situatie in Reijerscop werd niet hersteld. De polder werd verdeeld tussen Indijk en Veldhuizen. De grens lag in de Achtermolenvliet. De gemeente bestond wel uit twee afzonderlijke gebieden, want het land in Reijerscop grensde niet aan de rest van de gemeente.   
Deze situatie was van korte duur. Op 1 januari 1821 werd de gemeente Indijk bij de provincie Utrecht gevoegd en op 13 januari werd de gemeente opgeheven en bij Harmelen gevoegd.
Sinds 1-1-2001 hoort Indijk, net als de rest van Harmelen, bij Woerden.
Het ambacht had een eigen wapen: in zilver een boer in klederdracht rustende op een spade, alles in natuurlijke kleur, staande op een terras van sinopel.